# アヴシュク (小惑星)
アヴシュク (3324 Avsyuk) は、小惑星帯にある小惑星。1983年にクレチ天文台のアントニーン・ムルコスによって発見された。
ロシアの地球物理学者ユーリイ・アヴシュクに因んで命名された。